# Kostenmanagement
Als Kostenmanagement wird ein Managementprozess bezeichnet, bei dem insbesondere die Kosten in einem Unternehmen analysiert und zielgerichtet beeinflusst werden.

## Kostenmanagement im Unternehmen
Man unterscheidet das eher mittel- bis langfristig ausgerichtete strategische Kostenmanagement vom kurzfristigen operativen Kostenmanagement. Außerdem lässt sich anlassbezogen in reaktives und proaktives Kostenmanagement unterscheiden.
In wirtschaftlich schwierigen Zeiten (Absatzrückgang, Einbruch der Verkaufspreise etc.) wird Kostenmanagement oft reaktiv in Form von pauschalen Kostenkürzungen betrieben. Dies birgt die Gefahr, dass zwar das kurzfristige Überleben des Unternehmens gesichert ist, die Entwicklung und der Aufbau wesentlicher zukünftiger Erfolgspotentiale aber auf der Strecke bleibt. Dadurch besteht das Risiko, dass das Unternehmen wichtige Entwicklungen versäumt und folglich an Wettbewerbsfähigkeit verliert.
Im Gegensatz dazu wird im Rahmen von proaktivem Kostenmanagement frühzeitig und auf kontinuierlicher Basis versucht, die Kosten zu beeinflussen und zukünftige Ereignisse in die Kostenplanung mit einzubeziehen. Außerdem bezieht sich proaktives Kostenmanagement nicht auf einzelne Unternehmensbereiche, sondern umfasst die gesamte Wertschöpfungskette eines Unternehmens, bzw. geht sogar darüber hinaus (Einbindung von Lieferanten und Kunden im Rahmen der Supply Chain).
Diese Form von Kostenmanagement wird von vielen Fachleuten stark empfohlen. Vielfach wird Kostenmanagement ohnehin inhaltlich bereits mit proaktivem Kostenmanagement gleichgesetzt.

### Aufgaben
Neben den Steuerungsaufgaben gehören zu einem funktionierenden Kostenmanagement-Konzept auch Kostenplanungs- und -kontrollaufgaben. Dieser Regelkreis kann für die Kostenoptimierung einer Reihe von Kostenmanagement-Objekten bzw. Kostenarten, Kostenträger und Kostenstellen angewandt werden.

#### Kostenplanung
Am Beginn einer jeden Planung steht die Ableitung von kostenbezogenen Zielsetzungen aus der übergeordneten Unternehmensplanung. Hierbei stellen der Absatz- und der Produktionsplan die wichtigsten Grundlagen dar. Abhängig vom Charakter der Zielvorgaben können diese entweder Top-Down verordnet werden, oder in Absprache mit den jeweiligen Bereichsverantwortlichen gemeinsam festgelegt werden.
Um konkrete Maßnahmen zur Erreichung der erarbeiteten Kostenziele setzen zu können, bedarf es erst der Erfassung der Ist-Situation in Form einer Kostenanalyse. Dabei geht es darum, einen Überblick über den Kostenzustand des Unternehmens zu erhalten. Gegenstand derartiger Analysen sind das Kostenniveau (absolute Höhe der Kosten) die Kostenstruktur (Anteil der fixen und variablen Kosten) und der Kostenverlauf (Reaktion der Kosten auf Variation eines oder mehrerer Kostentreiber wie z. B. Beschäftigung oder Beschaffungspreise etc.) Außerdem gilt es die relevanten Kostentreiber an sich und deren Einfluss auf das Kostenverhalten zu identifizieren.
Um dem in der Literatur vielfach geforderten vorwegnehmenden Charakter des Kostenmanagements zu entsprechen, sind im Rahmen der Kostenanalyse auch Frühwarnindikatoren, also Signale, die die zukünftige Entwicklungen der Kostenmanagementrahmenbedingungen anzeigen, in die Kostenanalyse und die Planungsvorgänge mit einzubeziehen.

#### Kostensteuerung
Aufbauend auf den Planvorgaben und den Ergebnissen der Kostenanalyse können nun konkrete Handlungsbedarfe identifiziert werden, die je nach Bedarf permanenten (z. B. Kaizen Costing, oder KVP) oder auch projektbezogenen Charakter haben können (z. B. Wertanalyse).
Die Implementierung dieser Maßnahmen bedingt üblicherweise mehr oder weniger drastische Veränderungen der bestehenden Organisation, Prozesse, oder Produkteigenschaften etc. Die damit verbundene Unsicherheit löst meist Widerstände in der Belegschaft gegen diese Veränderungen aus und erfordert ein durchdachtes und effektives Veränderungsmanagement (Change Management) bzw. eine offene Kommunikationspolitik um die Mitarbeiter von der Notwendigkeit der Maßnahmen zu überzeugen.

#### Kostenkontrolle
Um Abweichungen von den Planvorgaben erkennen und rechtzeitig entgegenwirken zu können, ist es erforderlich, Kontrollen durchzuführen. Diese können den Charakter von Soll-Ist-Vergleichen haben. Dies hat jedoch den Nachteil, dass bei Abweichungen nicht mehr entgegengewirkt werden kann. Deshalb ist es sinnvoll, in kürzeren Abständen so genannte Planfortschrittskontrollen durchzuführen. Dabei wird überprüft, ob mit derzeitigem Stand der Entwicklungen die endgültigen Zielvorgaben noch erreicht werden, bzw. ob der Weg zum Ziel noch stimmt. Außerdem wird empfohlen, in regelmäßigen Abständen zu überprüfen, ob die Rahmenbedingungen die zum Zeitpunkt der Planung vorherrschten überhaupt noch gültig sind. Bei Abweichungen vom Plan bzw. bei geänderten Rahmenbedingungen ist den Abweichungen entgegenzuwirken, bzw. bei Nichterreichbarkeit der Zielvorgaben sind diese ggf. zu korrigieren.

### Objekte
Als Kostenmanagement-Objekte werden die Unternehmensbereiche bzw. -strukturen bezeichnet, die Gegenstand von Kostensteuerungs- und -optimierungsmaßnahmen sind. Sie können als Produkte, Prozesse und Ressourcen zusammengefasst werden.

#### Produkte
Da in der Regel 70–80 % der Produktkosten durch die Produktgestaltung festgelegt werden, gilt dieses Feld als das mit dem höchsten Kostensenkungspotential. Dabei dienen zwei Dimensionen zur Klassifizierung von Einsparungspotentialen.
Die externe markt- und kundenorientierte Dimension sieht das Produkt aus Kundensicht und beurteilt die Produkteigenschaften- und funktionen. Der Kunde ist nur bereit für die Eigenschaften zu bezahlen, die er auch benötigt. Detailverliebtheit und Overengineering führen zu zusätzlichen Kosten, die der Kunde nicht bereit ist, über einen höheren Verkaufspreis zu honorieren.
Diese Kundenanforderungen lassen sich nach dem Kano-Modell der Kundenzufriedenheit in Basisanforderungen, Leistungsanforderungen, und Begeisterungsanforderungen unterscheiden. Basisanforderungen sind z. B. Produkteigenschaften, die der Kunde unausgesprochen voraussetzt. Sind diese nicht vorhanden, löst das Unzufriedenheit aus. Leistungsanforderungen sind von Kunden ausgesprochene Wünsche, die je nach dem Grad der Erfüllung die Zufriedenheit steigern. Begeisterungsanforderungen sind in der Regel dem Kunden nicht bekannt, lösen aber bei Vorhandensein Begeisterung aus. Üblicherweise lassen sich nur die Leistungsanforderungen durch Marktforschung ermitteln, da die anderen nicht artikuliert werden oder bekannt sind.
Die Conjoint-Analyse dient als Hilfsmittel zur systematischen Erfassung und Gewichtung dieser Anforderungen. Dabei wird den Probanden eine Serie von in mehreren Dimensionen unterschiedlichen Produktspezifikationen vorgelegt. Die Befragten bringen aufgrund subjektiver Präferenzen diese Kombinationen in eine Reihenfolge, worauf mit Hilfe statistischer Werkzeuge die Gewichtung der einzelnen Eigenschaften erfolgt. In weiterer Folge kann mittels einer Zielkostenrechnung die Kostenvorgabe der Produktfunktionen und -komponenten getroffen werden.
Neben der markt- und kundenorientierten Dimension ist die unternehmensinterne und technische Dimension wichtig. Die Überleitung der Kundenanforderungen in technische Spezifikationen lässt sich mit Hilfe von Qualitätsfunktionendarstellung (Quality Function Deployment, QFD) vollziehen. Dabei kann wiederum die Conjoint-Analyse als Informationsgrundlage für die Kundenpräferenz dienen.
Eine kundenorientierte Festlegung der technischen Spezifikationen ist jedoch nur ein Teil der technischen Dimension. Die fertigungs- und montagegerechte Produktgestaltung (design for manufacturing, DFM, und design for assembly, DFA) stellen wichtige Kostensenkungspotentiale dar. DFM legt den Schwerpunkt darauf, die Produkte so zu konstruieren, dass sie einfach und prozesssicher gefertigt werden können. Dadurch können die Nacharbeits-  und Ausschuss- und Prüfkosten reduziert werden. Im Mittelpunkt steht jedoch die Ausrichtung der Produktgestaltung auf die Montage, die als einer der letzten Arbeitsschritte der Produktion ein „Sammelbecken aller Fehler der Vorstufen“ bildet. Außerdem ist die Montage üblicherweise der Bereich im Unternehmen, der den niedrigsten Automatisierungsgrad aufweist. Deshalb sollte sich die Produktgestaltung darauf konzentrieren, dass die Teile und Komponenten mit möglichst geringem Bedarf an Zeit, Arbeitsfläche und Montagemitteln montiert werden können. Der gesamte Konstruktionsprozess sollte also unter dem Augenmerk der Montierbarkeit durchgeführt werden.
Neben der montage- und fertigungsgerechten Produktgestaltung sollte während der Konstruktion auch die so genannte „Rule of Ten“ berücksichtigt werden. Diese besagt, dass, je später im Produktlebenszyklus Änderungen erfolgen, die Kosten dafür exponentiell ansteigen (Faktor 10 je Stufe; z. B. Aufgabenklärung 1 Euro, Konstruktion 10 Euro, Fertigungsvorbereitung 100 Euro, Fertigung 1.000 Euro, Auslieferung 10.000 Euro). Um Fehler oder potentielle Änderungen frühzeitig erkennen zu können, empfiehlt sich der Einsatz von so genannten FMEAs. Damit werden potentielle Fehlerquellen benannt und nach ihrem Risiko bzgl. Auftreten, Erkennbarkeit und Auswirkung gewichtet und gereiht. Auf dieser Reihung basierend können die Fehlerquellen eliminiert werden.
Ein weiterer, nicht unwesentlich an der Verursachung von Kosten beteiligter Aspekt der Produktgestaltung ist die Produktkomplexität. Die beiden Ausprägungen der Komplexität sind die „Vielzahl verschiedener Produktvarianten … die dem Kunden angeboten werden (externe Vielfalt)“ und die „Vielzahl unterschiedlicher Teile und Baugruppen, die in ein Produkt eingehen (interne Vielfalt)“. Diese entstehen einerseits durch das verstärkte Streben der Unternehmen nach Differenzierung durch das Angebot einer breiten Palette von Varianten (externe Vielfalt), andererseits durch die mangelnde interne Organisation (interne Vielfalt). Die kostenbezogenen Auswirkungen der Komplexität werden oft unterschätzt, wodurch die Hemmschwelle, neue Varianten einzuführen, sehr niedrig ist. Durch die erhöhte Komplexität wird allerdings ein Anstieg an Aktivitäten in verschiedenen Unternehmensbereichen ausgelöst, welcher zusätzliche Gemeinkosten verursacht. Empirische Untersuchungen ergaben in der Automobilindustrie bei einer Optimierung der Komplexität Kostensenkungspotentiale i.H.v. 2–25 % der Herstellkosten.
Neben der markt- und kundengerechten, der fertigungs- und montagegerechten und der komplexitätsgerechten Produktgestaltung sollte nicht vergessen werden, die Produkte an sich kostengünstig zu entwerfen. Das bedeutet, während des gesamten Konstruktionsprozesses die getroffenen Konstruktionsentscheidungen auf ihre Kostenauswirkungen zu überprüfen und ggf. Alternativen dazu zu entwickeln. Dabei ist immer in einem Zielkonflikt abzuwägen, ob sich bei Verwendung von Gleichteilen die dadurch gesenkten Gemeinkosten durch die meist steigenden Einzelkosten rechtfertigen lassen. Letztere können durch die Überdimensionierung der Gleichteile entstehen, wenn diese in anderen Produkten höheren Beanspruchungen ausgesetzt sind und daher stärker dimensioniert werden müssen.

#### Prozesse
Prozesse stellen die Verbindung zwischen den Produkten (für einen Kunden) als Prozessergebnis und den Ressourcen (von einem Lieferanten bereitgestellt) als Prozesseinsatz dar. Diese Lieferanten-Kunden-Beziehung besteht nicht nur für unternehmensexterne Kunden und Lieferanten, sondern gleichsam auch für interne. Die Optimierung der Prozesse ist also ein weiteres wichtiges Kostenbeeinflussungspotential und wird in weiterer Folge dargestellt.
Da das unternehmensinterne bzw. auch -übergreifende Prozessgeflecht sehr komplex und unübersichtlich werden kann, sind die Prozesse zu identifizieren, gegeneinander abzugrenzen und zu strukturieren. Wegen der Fülle an Prozessen können diese üblicherweise nicht alle gleichzeitig analysiert und optimiert werden, weshalb es sich empfiehlt, eine Reihung auf Basis von Relevanz, Verbesserungspotential und allfälligen Restriktionen vorzunehmen, um damit die „verbesserungswürdigsten“ Prozesse herauszufiltern.
Um diese zu optimieren, stehen grundsätzlich zwei Vorgehensweisen zur Verfügung. Mit Hilfe des Business Process Reengineering werden die Prozesse von Grund auf überarbeitet. Dadurch können „Quantensprünge“ in mehreren Dimensionen (Kosten, Qualität, Service und Zeit) erreicht werden. Diese in Projektform durchgeführte Art der Optimierung wird üblicherweise „top-down“, also bei den obersten Prozesshierarchieebenen beginnend, abgewickelt. Im Gegensatz dazu wird die kontinuierliche Prozessverbesserung permanent durchgeführt und auf die unteren Prozessebenen bezogen. Die Prozessgrobstruktur wird dabei nicht verändert.
Zur Optimierung der Prozesse lassen sich drei Ansätze unterscheiden:
- Bei der Bereinigung von Prozessen werden alle nicht wertschöpfenden Aktivitäten, also solche, die nicht direkt oder indirekt zur Wertschöpfung im Unternehmen beitragen, eliminiert.
- Die Verlagerung der Prozesse thematisiert, welche Aktivitäten der gesamten Wertschöpfungskette eines Produktes (Rohstoffgewinnung bis Vermarktung beim Konsumenten) ein Unternehmen selbst durchführen sollte. In diesem Zusammenhang wird auch von Outsourcing und Insourcing gesprochen.
- Der dritte Ansatz ist die Veränderung der Ablaufstruktur von Prozessen. Damit ist die Überarbeitung der zeitlichen Reihenfolgen der Teilprozesse und Aktivitäten gemeint. Darunter fallen unter anderem das Vor- und Zurückreihen, das Parallelisieren oder die Zusammenfassung der Aktivitäten. Ein Spezialfall der Parallelisierung von Aktivitäten ist in der Produktentwicklung beheimatet. Beim sog. Simultaneous Engineering werden die Produkt- und Fertigungsplanung bis zu einem bestimmten Grad parallelisiert.

#### Ressourcen
Ressourcen sind im allgemeinen Verständnis die Mittel, die benötigt werden um eine Handlung zu tätigen oder einen Vorgang oder Prozess ablaufen zu lassen. Dies können Gebäude, Maschinen, Material, Personal, Energie, Informationen und/oder Kapital sein. Aus einer Gegenüberstellung einiger Branchen hinsichtlich der Kostenstruktur geht hervor, dass die wichtigsten Kostenblöcke von den Ressourcen Material, Personal und Anlagen verursacht werden. Deshalb wird in weiterer Folge auf die Kostengestaltung dieser eingegangen. Dabei werden die Problemfelder
- Beeinflussung von Faktorpreis und Faktormenge der Ressourcen, und
- Gestaltung der Kostenflexibilität durch Anpassung der Ressourcen an Nachfrageschwankungen

thematisiert.

##### Material
Nicht nur aufgrund des großen Anteils an den Gesamtkosten sind die Materialkosten ein wichtiges Kostensenkungsfeld. Einsparungen, die beim Fertigungsmaterial getroffen werden, wirken sich, im Gegensatz zu Umsatzsteigerungen, ohne Abschläge auf das Ergebnis aus.
Zwei Wege, die Materialkosten zu senken, sind die Optimierung der Materialbeschaffung und die Materialrationalisierung. Ersteres lässt sich im Zuge der Materialbeschaffung gestalten. Dabei spielen die Beziehungen zum Lieferanten eine wichtige Rolle. Die traditionelle, wettbewerbsintensive Mehrquellenversorgung hat sich vor allem für technologisch hochwertige Teile und durch den Just-In-Time-Trend in Richtung einer kooperativen Beziehung mit stark verringerter Anzahl an Lieferanten entwickelt. Dabei wird weniger auf die kurzfristige Minimierung der Einkaufspreise Wert gelegt. Vielmehr werden mittels partnerschaftlicher und langfristiger Zusammenarbeit die Kosten (z. B. durch Qualitätserhöhung oder Bestandsreduktion) für beide Seiten gesenkt. Mit diesen sogenannten Wertschöpfungspartnern wird von Beginn der Konstruktion an zusammengearbeitet und gegenseitig Know-how in Bezug auf Kostensenkung und Technologie ausgetauscht. Durch die frühzeitige Einbindung in die Entwicklung lassen sich auch frühzeitig Kostenziele und deren periodische Senkung festlegen. Bei Vergabe der Fremdfertigung eines (oder mehrerer) Teile(s) an einen einzigen Lieferanten (sog. Single Sourcing) lassen sich neben den oben genannten Vorteilen auch Kosteneinsparungen durch Skaleneffekte realisieren.
Neben den Lieferantenbeziehungen spielt aber auch die Lieferantenauswahl eine Rolle. Diese wird oft auf Basis von Preisen getroffen. Dabei ist zu unterscheiden, ob dazu der Einkaufspreis oder die Gesamtkosten verglichen werden. Bei Ersterem besteht aufgrund der Nichtberücksichtigung von diversen Zusatzkosten (Transport, Währungsrisiko, Betriebskosten etc.) die Gefahr von Fehlentscheidungen. Mit dem Konzept Total Cost of Ownership lässt sich diese Gefahr umgehen. Dabei werden sämtliche Kosten über den Gesamtlebenszyklus von der Beschaffung bis zur Entsorgung aufgerechnet und mit Alternativen verglichen.
Die Materialrationalisierung zielt darauf ab, das Materialsortiment so wirtschaftlich wie möglich einzusetzen. Dazu gehört unter anderem die Eliminierung von Verschwendung z. B. im Blechzuschnitt. Hier lässt sich durch moderne EDV-Programme mittels rechnergestützter Schnittmusteroptimierung der Verschnitt senken. Ein weiterer Ansatz ist die Standardisierung des Teilesortiments. Dazu gehört auch die Verwendung von Gleichteilen. Aufgrund von größeren Stückzahlen einer geringeren Anzahl von Einzelteilen lassen sich einerseits die Entwicklungskosten, andererseits die Beschaffungs- und Fertigungskosten senken. Daneben gibt es auch die Möglichkeit des Modular Sourcing. Statt Einzelteilen werden ganze Baugruppen oder Module (z. B. Schaltnetzteile bei Computern) zugekauft.

##### Personal
Personalkosten lassen sich grundsätzlich über zwei Wege senken:
- Verringerung des Personalstandes
- Anpassung der Lohn- und Gehaltszahlungen

Um die Senkung des Personalstandes dauerhaft und sinnvoll zu gestalten, sind zuerst einige Vorüberlegungen anzustellen. Es müssen die organisatorischen Rahmenbedingungen geschaffen werden, die es ermöglichen die gleiche Leistung bei verringertem Personalstand zu erbringen. Ein Weg dazu ist die Flexibilisierung der Arbeitszeit und des Einsatzortes. Geht man von einem Arbeitnehmer aus, dessen tägliche, wöchentliche und monatliche Arbeitszeit ebenso unveränderlich festgeschrieben ist, wie der Einsatzort, so sind dessen Personalkosten kurz- und mittelfristig (bis zu zwei Jahre) als fix anzusehen. Ein gewisser Grad der Personalkostenflexibilisierung kann durch temporäre Versetzungen von Mitarbeitern, bzw. flexible Arbeitszeitmodelle auch beim Stammpersonal mit unbefristeten Verträgen erreicht werden. Dies ermöglicht es, Bedarfsspitzen in bestimmten Unternehmensbereichen abzufangen, bzw. durch Unterauslastung bedingte Leerzeiten zu vermeiden. Durch diese Glättung des Personalbedarfs lassen sich Stellen einsparen. Es ist zu berücksichtigen, dass personalpolitische Maßnahmen im Allgemeinen der Zustimmung des Betriebsrates bedürfen, die unter Umständen Zugeständnisse in anderen Angelegenheiten erfordert.
Je nach Anzahl und Prozentsatz der abzubauenden Stellen lässt sich der Personalüberhang z. B. durch natürliche Fluktuation, nicht Nachbesetzen von Pensionsabgängern, Abbau von Leasingpersonal, Altersteilzeitregelungen, Kündigungen mit oder ohne Outplacement oder fristlose (wenn gerechtfertigte) Entlassungen abbauen.
Um auf gröbere, abzusehende Bedarfsschwankungen rechtzeitig reagieren zu können, empfiehlt es sich eine antizipative und kontinuierliche Personalbedarfsplanung durchzuführen. Damit lassen sich bei drohenden Bedarfseinbrüchen z. B. durch fristgerechte Kündigungen Überkapazitäten abbauen, bzw. bei Mehrbedarfen durch rechtzeitige Stellenausschreibungen und Rekrutierung Mitarbeiter einstellen.
Neben der Verringerung des Personalstandes (Faktormenge) kann auch über die Personalentlohnung (Faktorpreise) eine Senkung der Personalkosten erreicht werden. Kürzungen können hier z. B. bei Prämien, Provisionen etc. vorgenommen werden, wenn die Zahlung dieser auf freiwilliger Basis erfolgte. Eine Kürzung dieser Zusatzleistungen würde zwar kurzfristig eine Senkung der Kosten bedingen, sich aber negativ auf die Motivation auswirken. Da üblicherweise die Entlohnungssysteme aufgrund von kollektivvertraglichen Regelungen, Betriebsvereinbarungen und Arbeitsverträgen genau geregelt sind, ergeben sich auf dieser Ebene nur geringe Einsparungsmöglichkeiten.

##### Anlagen
Neben der Abschreibung fallen über den Anlagenlebenszyklus auch eine Reihe anderer Kostenpositionen an. So genanntes Asset-Management (Asset = Anlagegut) zielt auf die Beeinflussung der Höhe und auf die lebenszyklusbezogene Kostenoptimierung des Sachanlagevermögens ab. Die Höhe des, in den Sachanlagen gebundenen, Kapitals wirkt sich auf die Kosten und somit auf die Rendite aus. Es ist also kritisch zu hinterfragen, welche Anlagen zur Erbringung der betrieblichen Leistung erforderlich, also betriebsnotwendig sind. Leisten sie keinen direkten oder indirekten Beitrag zur Wertschöpfung, so können sie in der Regel veräußert werden, ohne die Leistungserbringung zu beeinflussen. Darüber hinaus ist zu überprüfen, ob unterausgelastete Anlagen nicht ebenfalls veräußert, und die damit gefertigten Teile fremdbezogen werden könnten. Ist eine Veräußerung aus technischen oder strategischen Überlegungen nicht möglich bzw. sinnvoll, so ist eine Auslastungssteigerung der Anlagen anzustreben (z. B. durch Insourcing, Joint Ventures zur gemeinsamen Nutzung mit Partnern etc.). Neben der kritischen Betrachtung bestehender Anlagen sind auch alle Neuinvestitionen in das Anlagevermögen auf Notwendigkeit und Sinnhaftigkeit zu überprüfen und entsprechend dem Kapazitätsbedarf durchzuführen.
Da sich Anlagenkosten nicht nur aus den Beschaffungskosten, sondern zu einem großen Teil auch aus den laufenden Kosten der Nutzungsphase und den Entsorgungskosten zusammensetzen, gilt es die Kosten des gesamten Anlagenlebenszyklus zu überwachen und zu optimieren.
Die Kosten der drei Phasen sind voneinander abhängig. So kann sich z. B. ein Mehraufwand in der Anlagenkonstruktion während der Nutzungs- und Ausmusterungsphase durch verminderte Betriebs- bzw. Entsorgungskosten rechnen.
Um den hohen Wertverlust neuer Anlagen in den ersten Betriebsjahren zu umgehen, empfiehlt sich oft der Kauf von gebrauchten Anlagen. Diese Senkung der Anschaffungskosten wirkt sich durch die verringerte Kapitalbindung in positivem Sinne auf die Kapitalkosten aus. Es ist natürlich immer zu beachten, dass gebrauchte Anlagen das Risiko von höheren Betriebs- und Instandhaltungskosten mit sich bringen. Deshalb sollte immer von Fall zu Fall geprüft werden, welche Variante (Neu- oder Gebrauchtkauf) über die geplante Einsatzdauer am kostengünstigsten erscheint.
Nicht nur während der Bereitstellungsphase ergeben sich Kostensenkungspotentiale. Während der Nutzungsphase ist darauf zu achten, dass die Produktivität der Anlagen stets verbessert und dadurch die Nutzung der Anlagen erhöht wird. Ein Ansatz, der sich stark an der Kaizen-Philosophie anlehnt, ist das Konzept des Total Productive Maintenance. Dabei werden Mitarbeiter in die Erarbeitung und Durchführung von Verbesserungsmaßnahmen eingebunden. Es wird die üblicherweise strenge organisatorische Trennung zwischen Fertigung und Instandhaltung gelockert. Mitarbeiter der Fertigung übernehmen auch bestimmte Instandhaltungsaufgaben. Um die Anlagenproduktivität zu steigern, werden Störfaktoren, die die Anlagenverfügbarkeit beeinträchtigen, beseitigt. Negativ auf die verfügbare Anlagenzeit wirken sich Verluste durch Ausfallzeiten (Anlagenausfall, Einricht- bzw. Umrüstvorgänge), Geschwindigkeitsverluste (Leerlauf- und Kurzstillstände, verringerte Geschwindigkeit) und Verluste durch Fehler (Anlaufschwierigkeiten, Qualitätsmängel) aus, welche es zu minimieren gilt.

### Instrumente
In der Literatur gibt es keine eindeutige Definition und Klassifizierung der Instrumente des Kostenmanagements. Allgemein lassen sie sich als Mittel zur Erfüllung der Kostenmanagementaufgaben beschreiben. Dabei haben sie vor allem die Aufgabe der Vorbereitung und der Unterstützung von Entscheidungen, indem sie Informationen bereitstellen. Außerdem können sie durch die Strukturierung von Vorgehensweisen eine wichtige Rolle in der Verhaltenssteuerung der Mitarbeiter spielen. Dazu gehören u. a.:
- Zielkostenrechnung
- Prozesskostenrechnung
- Product Life Cycle Costing
- Benchmarking
- Deckungsbeitragsrechnung
- Kundenerfolgsrechnung/Absatzsegmentrechnung
- Kaizen und Kontinuierlicher Verbesserungsprozess (KVP)
- Gemeinkostenwertanalyse
- Wertanalyse
- Balanced Scorecard

### Kostenmanagement Organisation
Kostenmanagement beinhaltet eine Reihe von Aufgaben, Objekten und Instrumenten. Deren Zusammenhang wird dadurch hergestellt, dass durch die Erfüllung der Aufgaben mit Hilfe der Instrumente die Kosten der Objekte beeinflusst und gestaltet werden sollen. Hier kommt die organisatorische Komponente des Kostenmanagements zum Tragen. Die Verantwortung für die Erfüllung der Aufgaben wird von den verschiedensten Personen bzw. Organisationseinheiten im Unternehmen wahrgenommen, den sogenannten Trägern des Kostenmanagements. Um diese Verantwortlichkeiten genau klären zu können und um die bei Arbeitsteilung entstehenden Schnittstellen zu definieren, sind Koordinationsmechanismen erforderlich.

#### Träger des Kostenmanagements
Jeder Mitarbeiter im Unternehmen kann i. w. S. ein Träger des Kostenmanagements sein. Die Bandbreite reicht hier von der Reinigungsfachkraft, die z. B. mit ihrer Entscheidung über die Auswahl des Putzmittels Kosten ebenso beeinflusst, wie der Geschäftsführer mit strategischen Standortentscheidungen. Klarerweise stellen die Tragweite der Entscheidungen und deren Auswirkungen auf die Kosten bei diesen beiden Extremen entsprechend ihrer hierarchischen Stellung und funktionalen Zuständigkeit vollkommen unterschiedliche Größenordnungen dar, das Prinzip der Kostenbeeinflussung durch die Ermächtigung im jeweiligen Verantwortungsbereich Entscheidungen zu treffen, ist aber das Gleiche. Als Träger des Kostenmanagements i. e. S. werden Personen oder Organisationseinheiten bezeichnet, die die Aufgaben des Kostenmanagements wahrnehmen.
Je nach Kostenmanagement-Aufgabe und den damit verbundenen persönlichen und fachlichen, bzw. institutionellen Ansprüchen an die Träger können neben den Mitarbeitern des Unternehmens (häufig mit Bezug zur Controllingabteilung) auch Außenstehende, meist Unternehmensberater, Trägerfunktionen übernehmen.

#### Koordinationsmechanismen im Kostenmanagement
Durch die Festlegung der Träger des Kostenmanagements und der Vorgabe ihres Aufgabenbereich vorgegeben, der genaue Ablauf bei der Bearbeitung der Teilaufgaben sowie Interdependenzen zu anderen Trägern, die dabei auftreten können, sind noch nicht eindeutig geregelt. Eine globale Festschreibung der Abläufe macht aufgrund verschiedener unvorhersehbarer Einflüsse soweit auch keinen Sinn, es sind aber eine Reihe von Koordinationsmechanismen nötig um einen geordneten Ablauf zu ermöglichen.

## Kostenmanagement im Projektmanagement
Im Rahmen des Kostenmanagements wird eine Schätzung des erforderlichen Budgets für ein Projekt bzw. Teile eines Projekts erstellt. Des Weiteren sollen die Prozesse des Kostenmanagements die Einhaltung des Budgets sicherstellen. Der PMBOK Guide des Project Management Institute sieht hierfür drei Hauptprozesse vor:
- Kostenschätzung: Erstellung einer Schätzung (!) der Kosten für die einzelnen Projektvorgänge. Manche Organisationen neigen dazu, Schätzungen als verbindliche Aussage über die tatsächlichen Endkosten anzusehen, deshalb ist es wichtig neben der Schätzung auch eine Aussage zur Genauigkeit abzugeben.

- Kostenplanung: Betrachtung der Kosten pro Vorgang. Diese Information ist im Hinblick auf Projektcontrolling oder einer betrieblichen Ausgabenplanung (Cash Management) über die Projektlaufzeit wichtig. Sie umfasst die Abschätzung der Kosten bzw. Aufwendungen in Höhe und Struktur (variable vs. fixe Kosten, Einmalkosten vs. wiederkehrende Kosten) sowie von Kostenentwicklungen (Kostenprognose). Nach der Ermittlung und Prognose der Kosten werden diese nach zeitlichen und sachlichen Kriterien budgetiert. In der Kostenkontrolle werden tatsächlich angefallene Kosten (Ist-Kosten) mit Planwerten (Soll-Kosten) oder anderen internen oder externen Bezugsgrößen verglichen.

- Kostensteuerung: Kontrolle und Berichtung der Kostenentwicklung und Kostenplananpassungen. Die Projektkosten werden mithilfe der Projektkostenrechnung nachgehalten. Zur Beeinflussung der Projektkosten in der Planungsphase ist eine Variante der Null-Basis-Budgetierung zu empfehlen.[3]